# 포켓몬 도감

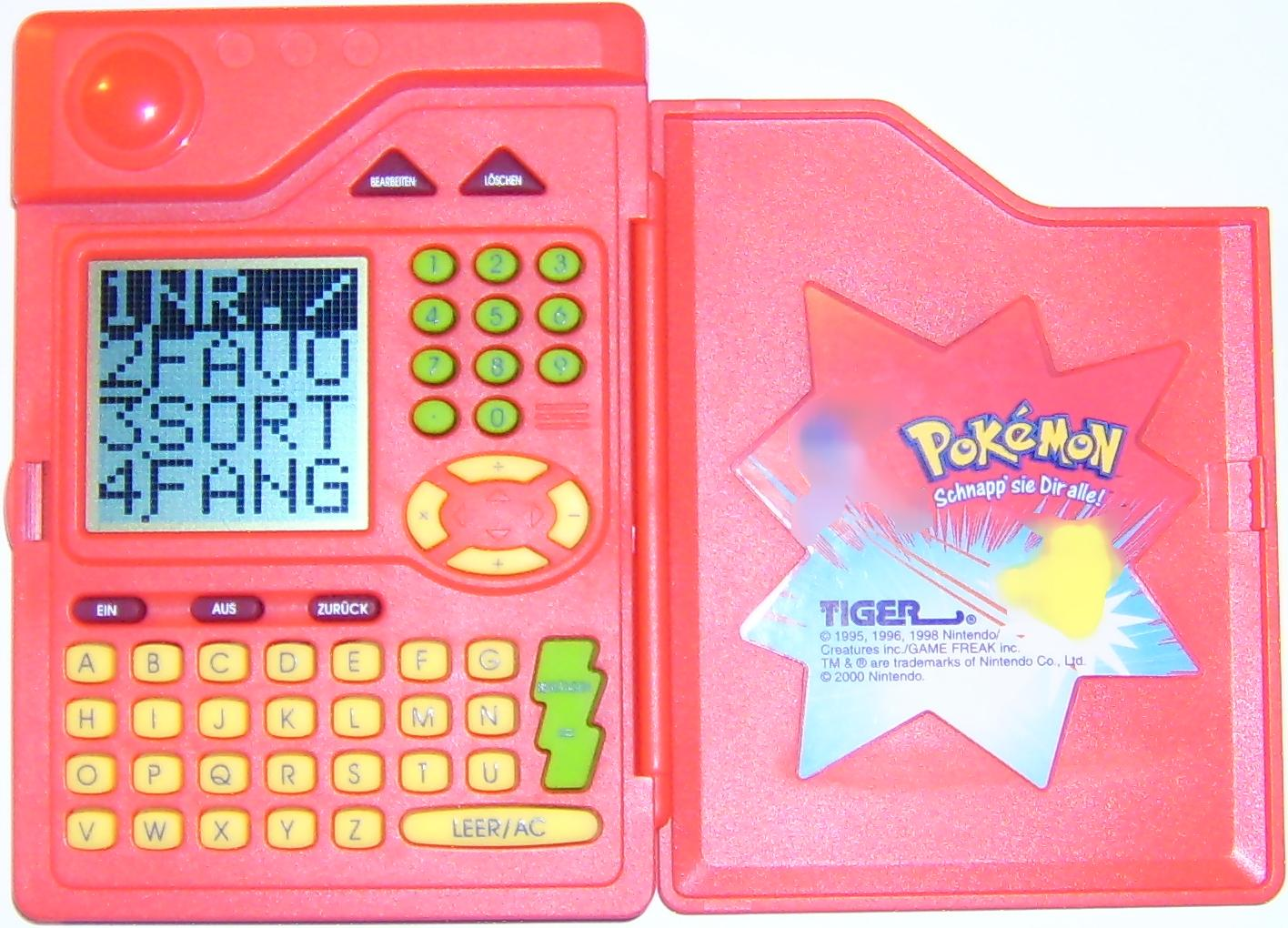

《포켓몬 도감》(일본어: ポケモン図鑑 포케몬즈칸[*], 영어: Pokédex 포케덱스[*])은 닌텐도에서 발매된 롤플레잉 게임 《포켓몬스터 시리즈》에 등장하는 가상의 전자식 도감이다. 게임을 바탕으로 한 관련 작품에도 등장한다.

## 도감 종류

### 전국 도감
1세대부터 9세대까지의 모든 포켓몬을 알 수 있는 도감이다.

### 관동 도감
1세대의 지방인 관동 지방의 포켓몬을 소개하고 있는 도감. 적녹청, 피카츄(옐로우), 파이어레드, 리프그린, 레츠고!  피카츄, 이브이버전에 들어있다.

### 성도 도감
2세대의 지방인 성도 지방의 포켓몬을 소개하고 있는 도감. 골드, 실버, 하골소실에 들어있다.

### 호연 도감
3세대의 지방인 호연 지방의 포켓몬을 소개하고 있는 도감. 루사, 에메랄드, 오루알사에 들어있다.

### 신오 도감
4세대의 지방인 신오 지방의 포켓몬을 소개하고 있는 도감. 다펄, 플라티나 , 브다샤펄에 들어있다.

### 하나 도감
5세대의 지방인 하나 지방의 포켓몬을 소개하고 있는 도감. 블화, 블화2에 들어있다.

### 칼로스 도감
6세대의 지방인 칼로스 지방의 포켓몬을 소개한 도감. XY에 들어있다.

### 알로라 도감
7세대의 지방인 알로라 지방의 포켓몬을 소개한 도감. 썬문, 울썬문에 들어있다.

### 가라르 도감
8세대의 지방인 가라르 지방의 포켓몬을 소개한 도감. 소실에 들어있다. 작업량 때문에 일부 포켓몬이 나오지 않았고, 전의 세대에서 포켓몬 홈으로 다시 불러올수도 없게 되었다.

### 히스이 도감
4세대 신오지방의 옛날인 히스이 지방의 포켓몬을 소개한 도감. 레알세에 들어있다.

### 팔데아 도감
9세대 팔데아 지방의 포켓몬을 소개한 도감. 스바에 들어있다.